# Plus ultra (heslo)
Plus ultra (latinsky [pluːs ˈʊltraː], španělsky [plus ˈultɾa]) je latinská fráze a národní motto Španělska. Je převzato z osobního hesla Karla V. (1500–1558), císaře Svaté říše římské a španělského krále, kde vládl jako Karel I. Heslo je obrácením původní fráze „non plus ultra“ („Dál už nic“). Nápis stál údajně jako varování na Herkulových sloupech v Gibraltarském průlivu. Ve starověku byly Herkulovy sloupy označovány jako konec světa. Karel přijal motto po objevení Nového světa mořeplavcem Kolumbem. Lze jej vyložit také  metaforické doporučení nestát na místě, riskovat a usilovat o dokonalost. 

## Historie
Toto heslo navrhl mladému králi v roce 1516 jeho lékař a poradce Luigi Marliano. Bylo to heslo Marlianovy vize křesťanské říše přesahující hranice Starého světa. Souviselo zejména s touhou přivést Reconquistu přes Gibraltar do severní Afriky. Při vstupu Karla V. do Burgosu v roce 1520 byl postaven oblouk nesoucí na jedné straně nápis „Plus ultra“ a na druhé „Celá Afrika pláče, protože ví, že máte klíč (k Gibraltaru) a musíte být jejím pánem (All of Africa weeps because it knows that you have the key [Gibraltar and] have to be its master)“.

## Heslo císaře Karla V.

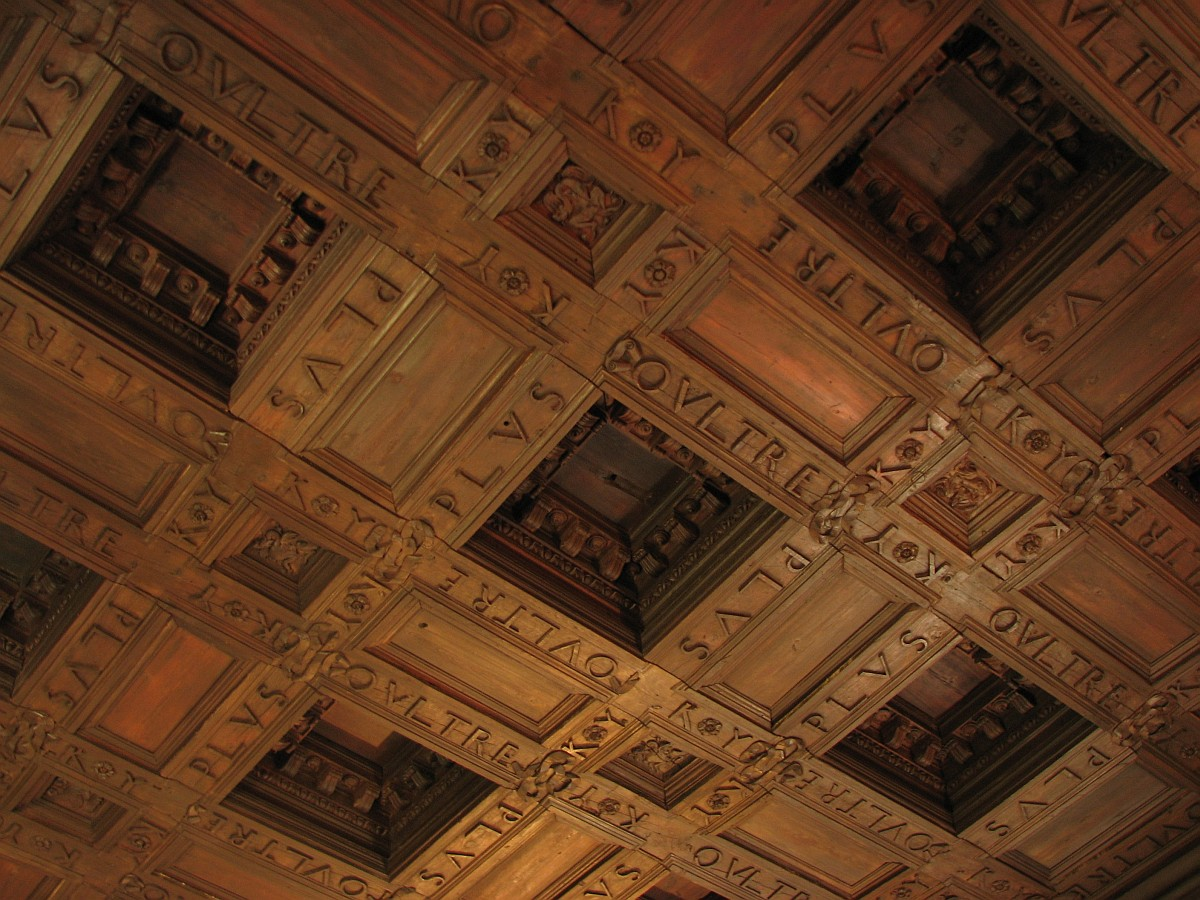
Dřevěné obložení v paláci v Alhambra v Granadě (Španělsko), s heslem „plus ultra“ (ve staré francouzštině „plus oultre“).

Toto heslo je poprvé zaznamenáno na opěradle Karlovy židle v kostele Sv. Guduly v Bruselu. Původní francouzské heslo "Plus oultre" bylo přeloženo do latiny z důvodu nevůle Španělů vůči habsburskému císaři pro jeho francouzské poradce a ministry, které si Karel s sebou přivedl do Španělska.
Heslo ve Španělsku zůstalo populární i po smrti Karla V. Bylo použito habsburskou propagandou k povzbuzení španělských mořeplavců ignorovat stará varování a plout dál za Herkulovy sloupy. Dnes je heslo součástí španělské vlajky i znaku.